# Debra Williams
Debra Williams (Chicago, 23 settembre 1972) è un'ex cestista statunitense.

## Carriera
È stata selezionata dalle Charlotte Sting al terzo giro del Draft WNBA 1997 (23ª scelta assoluta).
Ha giocato in Serie A1 con Alcamo e nella WNBA con Charlotte.